# 洛克 (電視劇)
《洛克》（英語：Roc）是一部美國電視情境喜劇，1991年8月25日至1994年5月10日在Fox電視台播出。該劇由史坦·丹尼爾斯擔任主創，查爾斯·S·達頓、艾拉·喬伊斯、洛奇·卡羅爾和卡爾·戈登主演。

## 演員

### 主要
- 查爾斯·S·達頓飾演查爾斯·「洛克」·愛默生
- 艾拉·喬伊斯飾演艾莉諾·卡特·愛默生
- 洛奇·卡羅爾飾演小安德魯·約瑟夫·「喬伊」·愛默生
- 卡爾·戈登飾演老安德魯·約瑟夫·「波普」·愛默生

### 常駐
- 加勒特·莫里斯飾演維茲
- 希維·D飾演卡爾文·亨德里克斯
- 傑米·福克斯飾演瘋狂喬治
- 亞歷克西斯·菲爾茲飾演希拉·亨德里克斯
- 洛蕾塔·迪瓦恩飾演辛西亞
- 理察·朗崔飾演羅素·愛默生

## 製作
本劇四位主要演員都是出色的舞台演員，是在百老匯演出奧古斯特·威爾遜的多部戲劇時結識。1992年2月，成功播出一集實況演出（客串達頓當時的妻子黛比·摩根）後，製片人和福斯廣播公司同意將第二季的每一集都以實況演出的形式播出。據報導，福斯的一位高管表示，「那些演員太棒了，他們從來沒有犯過錯誤」，導致觀眾對《洛克》「感到不夠貼近生活」。

## 外部連結
- 互联网电影数据库（IMDb）上《洛克》的资料（英文）